# Dapples
La famiglia Dapples è una famiglia vodese, probabilmente originaria di Apples.

## Origini
È menzionata a Vufflens-le-Château alla fine del XV secolo e poi stabilitasi prima del 1596 a Bremblens e Morges. Acquisì la cittadinanza di Losanna nel 1603.
Tra i suoi membri vi furono numerosi medici e pastori riformati e diversi di loro rivestirono cariche politiche e accademiche sia a Losanna che nel cantone Vaud.

## Ramo italiano
Nel 1820, un ramo della famiglia svizzera Dapples, francofona e protestante, si trasferì da Losanna a Genova per sviluppare al meglio le proprie attività economiche, sfruttando le opportunità offerte dal contesto ligure dell’epoca.

## Dapples & C.
Negli anni Quaranta dell'Ottocento, i Dapples risultavano tra gli azionisti della Banca di Genova e, in seguito, della Banca Nazionale negli Stati Sardi. Attraverso la società Dapples & C., la famiglia diversificò i propri investimenti in settori strategici come quello bancario, minerario e navale, accumulando un importante portafoglio di partecipazioni azionarie.
Tuttavia, nell'aprile del 1888, la società fu costretta a sospendere i pagamenti, avviando il processo di liquidazione.

## La "Piccola Svizzera" del Mugello

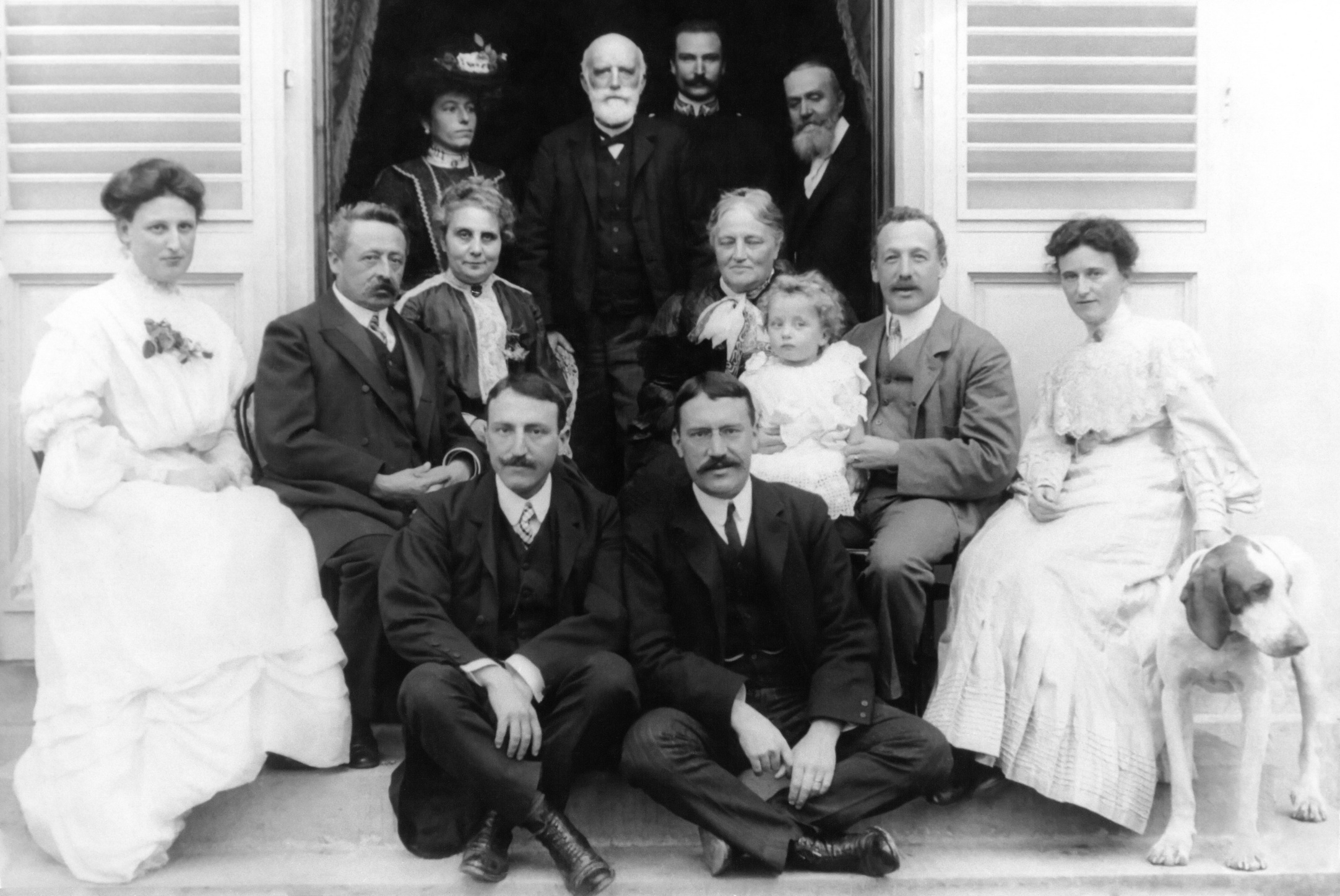
La famiglia Dapples presso la villa di Grezzano, Toscana (1904). Al centro in piedi c'è Edmond Dapples, mentre a terra seduti si trovano Henri Dapples (a sinistra) e Louis Dapples (a destra). Elvire Dapples è l'ultima a sinistra seduta sulla sedia.

Tra la fine del XIX e l'inizio del XX secolo, la famiglia Dapples stabilì una forte presenza a Grezzano, oggi frazione del comune di Borgo San Lorenzo, nel Mugello. La zona divenne nota come la "Piccola Svizzera del Mugello", grazie all'influenza delle famiglie svizzere che vi si insediarono e contribuirono allo sviluppo agricolo e forestale. Questa connessione iniziò con Edmond Dapples, che nel 1880 acquistò Villa Dapples, trasformandola in un centro di innovazione agricola e forestale. Per espandere le attività imprenditoriali della famiglia, Edmond invitò i suoi nipoti, Henri Dapples e Louis Dapples, a unirsi a lui nello sviluppo di nuove iniziative nella regione.
Henri Dapples ebbe un ruolo particolarmente attivo a Grezzano, dove Edmond gli donò Villa al Monte, che divenne il fulcro della sua vita in Toscana. Louis Dapples, invece, trascorse solo un breve periodo a Grezzano prima di intraprendere la carriera che lo avrebbe portato a diventare CEO di Nestlé. Tuttavia, durante il suo soggiorno, contribuì a preservare la memoria familiare raccogliendo album fotografici che documentano la vita a Grezzano, oggi conservati presso il Museo Casa d’Erci.
Dopo la morte di Edmond, sua figlia Elvire Dapples continuò a gestire la proprietà fino al 1958, mantenendo la presenza della famiglia a Grezzano fino alla sua scomparsa. Tra le iniziative della famiglia Dapples vi furono progetti di riforestazione, mirati a contrastare l'erosione del suolo e a migliorare la gestione del territorio. Questi sforzi gettarono le basi per una gestione forestale sostenibile, influenzando i programmi di riforestazione post-bellica, che si proponevano di ripristinare le aree boschive devastate dal disboscamento militare lungo la Linea Gotica.
Oggi, l'eredità della famiglia Dapples è ancora profondamente radicata a Grezzano, con documenti storici e manufatti che testimoniano il loro contributo allo sviluppo agricolo e ambientale della regione.

## Membri importanti

### Ramo del Canton Vaud
- Jean-Pierre Dapples (1616-1640), dottore in medicina e rettore al collegio di Losanna.
- Jean-François Dapples (1690-1772), teologo e professore di greco e di morale all'Accademia di Losanna.
- Charles-Marc Dapples (1837–1920), ingegnere e politico, tra gli altri professore all’Università di Losanna e membro del Consiglio di Losanna.
- Édouard Dapples (1807–1887), politico, sindaco di Losanna, membro del Gran Consiglio di Vaud, del Consiglio Nazionale e il presidente del Consiglio Nazionale.
- Sylvius Dapples (1798–1870), politico tra cui membro del Gran Consiglio di Vaud e dell Consiglio di Stato.

### Ramo italiano
- Edmond Charles Francis Dapples (1834-1914), medico e agronomo, nato a Genova, fu il creatore della tenuta di Grezzano mantenuta con tecniche agro-forestali all'avanguardia.
- Louis Dapples (1867–1937), manager, tra gli altri presidente del Consiglio di Amministrazione di Nestlé.
- Henri Arthur Dapples (1871-1920), agronomo, nato a Genova, fu uno dei primi calciatori del Genoa Cricket and Football Club, partecipando ai primi campionati italiani di calcio e vincendo cinque titoli. Nel 1903, mise in palio la "Palla Dapples". Si trasferì in seguito a Grezzano dove fondò una fattoria all'avanguardia[3].